# Prodromus Florae Batavae
Prodromus Florae Batavae (abreviado Prodr. Fl. Bat.) es un libro con ilustraciones y descripciones botánicas que fue escrito por el botánico holandés Roelof Benjamin van den Bosch y publicado en Leiden en 2 volúmenes en los años 1850-66.

## Publicación
- Volumen nº 1, 1850,  14 Oct;
- Volumen nº 2, part 1, 1851; part 2, May Sep 1853; part 3, 1858; part 4, 1866